# Crematogaster angulosa
Crematogaster angulosa es una especie de hormiga acróbata perteneciente a la tribu Crematogastrini, de la subfamilia Myrmicinae, orden Hymenoptera.
Fue descrita por André en 1896. Aparece registrada y publicada en una sección de Fourmis nouvelles d’Asie et d’Australie. Revue d’Entomologie (Caen). 15. p. 251–265 de 1896.

## Distribución
Se distribuye por Asia, en Indonesia y Malasia.